# Your Song (Elton-John-Lied)

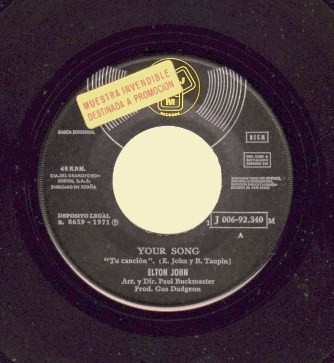
Label der spanischen Version

Your Song ist eine Pop-Ballade des britischen Sängers und Komponisten Elton John; der Liedtext wurde von Bernie Taupin geschrieben. Das Stück erschien im Oktober 1970 als Singleauskopplung aus Johns zweitem, selbstbetitelten Album mit der B-Seite Take Me to the Pilot.

## Entstehung
Elton John komponierte die Melodie am 27. Oktober 1969 innerhalb von zehn Minuten, Bernie Taupin schrieb den Text dazu am Frühstückstisch von Elton Johns Mutter. Das Original-Textblatt war aus diesem Grund mit Eier- und Kaffeeflecken versehen, in seinem Tagebuch vermerkte John, dass er an dem Tag nichts getan habe, außer den Song zu schreiben.

## Inhalt
Der Text erzählt die Geschichte eines Paares, in der das Lyrische Ich recht mittellos ist und deshalb keine großen Geschenke machen kann. So schenkt es dem Partner den Song. Die Ballade hat vier Strophen; der Refrain wird viermal gesungen. Das Lied ist im 4/4-Takt geschrieben. Die Einleitung des Klaviers, begleitet von einem E-Bass, wird nach und nach durch weitere Instrumente ergänzt: Akustikgitarre, Streichinstrumente, Schlagzeug, Flöte und Harfe. Zu dem Lied wurde ein Musikvideo gedreht, in dem man Elton John in einem von einem Weg durchkreuzten Waldstück im Winter mit einem Mikrofon in der Hand sieht.

## Kommerzieller Erfolg

### Chartplatzierungen
Zum Zeitpunkt der Erstveröffentlichung erreichte die Single Rang sieben in den US-amerikanischen Billboard Hot 100 sowie Rang acht in den britischen Charts. In den britischen Singlecharts konnte sich das Lied in unregelmäßigen Abständen immer wieder platzieren und erreichte seine Höchstplatzierung mit Rang vier im Juli 2002. In Österreich stieg Your Song erstmals im Februar 2013 für eine Woche in die Charts ein und belegte dabei Rang 73.
| ChartsChartplatzierungen       | Höchstplatzierung | Wochen |
| ------------------------------ | ----------------- | ------ |
| Österreich (Ö3)                | 73 (1 Wo.)        | 1      |
| Vereinigte Staaten (Billboard) | 7 (12 Wo.)        | 12     |
| Vereinigtes Königreich (OCC)   | 4 (32 Wo.)        | 32     |

### Auszeichnungen für Musikverkäufe
| Land/Region                  | Auszeichnungen für Musikverkäufe (Land/Region, Auszeichnung, Verkäufe) | Verkäufe  |
| ---------------------------- | ---------------------------------------------------------------------- | --------- |
| Brasilien (PMB)              | Gold                                                                   | 30.000    |
| Dänemark (IFPI)              | Platin                                                                 | 90.000    |
| Deutschland (BVMI)           | Gold                                                                   | 300.000   |
| Italien (FIMI)               | 2× Platin                                                              | 200.000   |
| Japan (RIAJ)                 | Gold                                                                   | 50.000    |
| Neuseeland (RMNZ)            | 4× Platin                                                              | 120.000   |
| Österreich (IFPI)            | Platin                                                                 | 100.000   |
| Spanien (Promusicae)         | 2× Platin                                                              | 120.000   |
| Vereinigte Staaten (RIAA)    | 3× Platin                                                              | 3.000.000 |
| Vereinigtes Königreich (BPI) | 3× Platin                                                              | 1.800.000 |
| Insgesamt                    | 3× Gold · 16× Platin ·                                                 | 5.810.000 |

Hauptartikel: Elton John/Auszeichnungen für Musikverkäufe

## Coverversionen

### Coverversion von Ellie Goulding
Am 12. November 2010 veröffentlichte die britische Singer-Songwriterin Ellie Goulding eine eigene Fassung – nur von Klavier und Streichorchester begleitet. Die Erstveröffentlichung erfolgte dabei als Single bei Polydor, die als Download-Einzeltrack erschienen war. Für die Produktion dieser Version zeichnete Ben Lovett verantwortlich. Am 29. November 2010 erschien das Lied als Teil von Gouldings Album Bright Lights, einer erweiterten Fassung von ihrem Debütalbum Lights.

#### Chartplatzierungen
| ChartsChartplatzierungen     | Höchstplatzierung | Wochen |
| ---------------------------- | ----------------- | ------ |
| Deutschland (GfK)            | 75 (1 Wo.)        | 1      |
| Österreich (Ö3)              | 4 (13 Wo.)        | 13     |
| Schweiz (IFPI)               | 56 (4 Wo.)        | 4      |
| Vereinigtes Königreich (OCC) | 2 (33 Wo.)        | 33     |

| ChartsJahrescharts (2010)    | Platzierung |
| ---------------------------- | ----------- |
| Vereinigtes Königreich (OCC) | 21          |

| ChartsJahrescharts (2013) | Platzierung |
| ------------------------- | ----------- |
| Österreich (Ö3)           | 56          |

#### Auszeichnungen für Musikverkäufe
| Land/Region                  | Auszeichnungen für Musikverkäufe (Land/Region, Auszeichnung, Verkäufe) | Verkäufe  |
| ---------------------------- | ---------------------------------------------------------------------- | --------- |
| Brasilien (PMB)              | Gold                                                                   | 30.000    |
| Dänemark (IFPI)              | Gold                                                                   | 45.000    |
| Norwegen (IFPI)              | Platin                                                                 | 10.000    |
| Vereinigte Staaten (RIAA)    | Gold                                                                   | 500.000   |
| Vereinigtes Königreich (BPI) | 2× Platin                                                              | 1.300.000 |
| Insgesamt                    | 3× Gold · 3× Platin ·                                                  | 1.885.000 |

Hauptartikel: Ellie Goulding/Auszeichnungen für Musikverkäufe

### Coverversion von Lady Gaga
Am 30. März 2018 veröffentlichte die US-amerikanische Popsängerin Lady Gaga ein Cover für den Sampler Revamp: The Songs of Elton John & Bernie Taupin, auf welchem namhafter Künstler Lieder von Elton John covern.
Auszeichnungen für Musikverkäufe

| Land/Region     | Auszeichnungen für Musikverkäufe (Land/Region, Auszeichnung, Verkäufe) | Verkäufe |
| --------------- | ---------------------------------------------------------------------- | -------- |
| Brasilien (PMB) | Gold                                                                   | 20.000   |
| Insgesamt       | 1× Gold ·                                                              | 20.000   |

Hauptartikel: Lady Gaga/Auszeichnungen für Musikverkäufe

### Weitere Coverversionen
2001 gehörte das Stück zum Soundtrack des Films Moulin Rouge, gesungen von Ewan McGregor als mittellosem Schriftsteller Christian, gerichtet an die von Nicole Kidman verkörperte Kurtisane Satine. Scheint der rezitierte Liedtexte zunächst wie ein Aphrodisiakum auf Satine zu wirken, weckt der gesungene Song dann in der materialistischen Frau offenbar echte Gefühle.
Weitere Coverversionen gibt es von Al Jarreau, John Barrowman, Cilla Black, Boyzone, Bobby Goldsboro, Gitte Hænning, Lena Horne, Dick Hyman, Anita Kerr, Ewan McGregor, New Seekers, Billy Paul, Rod Stewart, Herman van Veen, Andy Williams und David Young und Three Dog Night (veröffentlicht sieben Monate vor Erscheinen des Elton-John-Albums). Auf Deutsch wurde das Lied unter anderem von Karel Gott und Su Kramer interpretiert; auf Französisch von Michel Delpech.

## Inspiration
Michelle Young, die Ex-Freundin von Guns-n’-Roses-Gitarrist Slash, fuhr Sänger Axl Rose zu einem Auftritt, als im Autoradio Your Song lief. Young sagte Rose, sie wünsche sich, dass jemand eines Tages einen schönen Song über sie schreiben würde. Dieser Song war My Michelle, der 1987 auf dem Album Appetite for Destruction der Band erschien.